# Zone commune de voyage
La Zone commune de voyage (ZCV ; en anglais : Common Travel Area, CTA ; en irlandais : Comhlimistéar Taistil, CT ; en gallois : Ardal Deithio Gyffredin) est une zone de voyage comprenant l'Irlande, le Royaume-Uni (Angleterre, Écosse, pays de Galles et Irlande du Nord), l'île de Man, Jersey et Guernesey. En général, peu ou pas de contrôles ont lieu aux frontières intérieures à la zone et les citoyens britanniques et irlandais peuvent normalement traverser ces frontières avec un contrôle minimal de leurs documents d'identité, ; cependant, la compagnie aérienne Ryanair requiert un passeport.
Depuis 1997, le gouvernement irlandais a imposé des contrôles d'identité systématiques aux passagers aériens en provenance du Royaume-Uni, des contrôles sélectifs pour les passagers maritimes et des contrôles occasionnels lors de la traversée de la frontière terrestre. En 2008, le gouvernement britannique a annoncé qu'il prévoyait d'imposer des contrôles d'identité systématiques aux passagers aériens et maritimes en provenance du territoire irlandais,mais la proposition fut abandonnée.
La maintenance de la ZCV nécessite une coopération importante concernant l'immigration entre les autorités britanniques et irlandaises.